# Гоар, Жак
Жак Гоа́р (фр. Jacques Goar, 1601[…], Париж — 23 сентября 1653, Амьен) — французский учёный-эллинист, литургист, монах доминиканского ордена («Большой энциклопедический словарь» и копирующие его сайты ошибочно указывают «францисканского»), автор «Евхология» — классического труда по греческой литургике.

## Жизнь
Жак Гоар родился в Париже в 1601 году. В 1619 году поступил в конвент Благовещения (англ. convent of the Annunciation) на улице St. Honoré, и уже с 24 мая 1620 года стал там преподавать философию и теологию. Вместе с тем он подал прошение на посещение занятий по изучению греческого языка. Благодаря глубоким знаниям церковной литературы греческого богословия Гоара впоследствии отправили на Восток с расчётом на то, что он сможет впоследствии быть полезен Римской католической церкви. До 1639 года Гоар жил на Хиосе в качестве апостольского посланника и приора Конвента св. Себастьяна.
Гоар много путешествовал, наблюдая и записывая различные обряды, образовал круг знакомств среди православных учёных и изучал содержание догматических споров между католиками и православными. Около 1640 года Гоар вернулся в Рим, привезя с собой много манускриптов, среди которых были и достаточно ценные приобретения.
Среди греческих учёных, с кем он был знаком — Лев Алляций, Василий Фаласка, Георгий Корезий, Панталеон Лигарид и другие. В 1643 году Гоар вернулся в Париж, где его определили наставником для новичков, однако в ноябре того же года его направили в Рим по делам ордена. По возвращении в Париж (16 июля 1644 года) он посвятил своё время обработке богатых материалов, привезённых с Востока. Свои знания он продолжал пополнять, посещая библиотеки Франции и Италии. В 1652 году Гоара назначили провинциальным викарием. Однако его здоровье к тому времени было уже подорвано неподъёмными трудами, и через год учёный заболел и умер.

## Труды
Главный труд Гоара — «Евхологий» (по первому слову «лат. Euchologion sive Rituale Graecorum complectens ritus et ordines divinae liturgiae»), вышедший в 1647 году в Париже. Это одна из классических работ по литургии греческой православной церкви, в равной степени ценная и цитатами из оригинальных манускриптов, и учёными комментариями. В 1730 году книга была повторно издана в Венеции, с исправлением ряда ошибок.
- 1-е издание: «Euchologion sive Rituale Graecorum complectens ritus et ordines divinae liturgiae» — Париж, apud Simeonem Piget, 1647 год
- 2-е издание: «Euchologion sive Rituale Graecorum complectens ritus et ordines divinae liturgiae» — Венеция, Javarina, 1730 год

Гоар также выступил редактором изданий:
- Georgii Cedreni, compendium historiarum — Париж, 1647;
- Georgius Codinus curopalata, De officiis magnae Ecclesiae et aulae Constantinopolitanae — Париж, 1648;
- Georgii Monachi et S.P.N. Tarasii Chronographia ab Adamo usque ad Diocletianum" — Париж, 1652;
- Nicephori patriarchae Breviarium chronologicum — Париж, 1652;
- Theophanis Chronographia et Leonis grammatici Vitae — Париж, 1655.

Издание «Хроник» Феофана после смерти Гоара завершил Франциск Комбефиз. Гоар также оставил в рукописи работу греческого канониста Blastares «Collectio elementaris materiarum omnium sacris et divinis canonibus contentarum a Matthaeo Blastare elucubrata simul et compacta», и трактат Сильвестра Сиропулоса.
Также благодаря Гоару увидела свет «Historia universalis Joannis Zonarae ad manuscripts codices recognita» (Париж, 1687), которую продолжил и завершил сир Дю Канж.
Интерес Гоара к собирательству древних рукописей совпадал и с государственными интересами. Во Франции, которая ещё со времён Людовика XI стала завоёвывать себе «авторитет классической страны научного византиноведения», особенно много было сделано для изучения византийской истории при Людовике XIV. Суперинтендант Фуке собрал 30 тыс. книг (в том числе 1050 греческих рукописей) которые после его опалы конфисковали и передали в королевскую библиотеку. Преемник Фуке Кольбер поручал сбор греческих рукописей дипломатам и консулам. Обработкой этих материалов, наряду с Гоаром, занимались Филипп Лабб (1607—1667), Комбефиз (1605—1679) и Фабро (1580—1659 гг.), которые опубликовали большое количество неизданных византийских источников.